# Ocell del paradís de Jobi
L'ocell del paradís de Jobi (Manucodia jobiensis) és un ocell de la família dels paradiseids (Paradiseidae).

## Hàbitat i distribució
Habita els boscos de les terres baixes al nord de Nova Guinea, incloent l'illa Yapen.